# ادوين بورتر
ادوين بورتر (بالإنجليزية: Edwin S. Porter)‏ (و. 1870 – 1941 م) هو مخرج أفلام، ومشغل الكاميرا، ومصور سينمائي أمريكي، ولد في كونيلسفيل، توفي في نيويورك، عن عمر يناهز 71 عاماً.

## وصلات خارجية
- ادوين بورتر على موقع IMDb (الإنجليزية)
- ادوين بورتر على موقع الموسوعة البريطانية (الإنجليزية)
- ادوين بورتر على موقع روتن توميتوز (الإنجليزية)
- ادوين بورتر على موقع ألو سيني (الفرنسية)
- ادوين بورتر على موقع أول موفي (الإنجليزية)
- ادوين بورتر على موقع قاعدة بيانات الأفلام السويدية (السويدية)
- ادوين بورتر على موقع إن إن دي بي (الإنجليزية)
- ادوين بورتر على موقع قاعدة بيانات الفيلم (الإنجليزية)
- ادوين بورتر على موقع كينوبويسك (الروسية)